# 재외동포영화제
재외동포영화제는 재외동포와 한국내국인들이 하나되어 즐기는 대한민국의 영화제이다. 재외동포 감독이 연출했거나 재외동포의 삶이나 이주민을 소재로 한 모든 장르의 작품을 상영하는 비경쟁영화제이다. 2005년 8월 1회가 개최되었으며 2008년인 4회까지 진행되었다.

## 역대 영화제
- 제1회 재외동포영화제
- 제2회 재외동포영화제
- 제3회 재외동포영화제
- 제4회 재외동포영화제